# 佐賀県の市町村旗一覧
佐賀県の市町村旗一覧（さがけんのしちょうそんきいちらん）は、佐賀県内の市町村に制定されている、あるいは制定されていた市町村旗の一覧である。なお、一覧の順序は全国地方公共団体コード順による。廃止された市町村旗は廃止日から順に掲載している。

## 市部
| 市       | 市旗 | 制定有無 | 制定日        | 旗の色                                         | 備考                                                                     |
| -------- | ---- | -------- | ------------- | ---------------------------------------------- | ------------------------------------------------------------------------ |
| 佐賀市   |      | あり     | 2006年4月30日 | 地色は黄色であり、紋章は指定色が指定されている | 2代目の市旗である                                                        |
| 唐津市   |      | あり     | 2005年9月27日 | 地色は青色であり、紋章は白色が指定されている   | 旧・唐津市制時の1985年8月1日に制定されていたものを市制施行後に継承される |
| 鳥栖市   |      | あり     | 1954年6月6日  | 地色は紺色であり、紋章は白色が指定されている   |                                                                          |
| 多久市   |      | あり     | 1974年5月1日  | 地色は紫紺で紋章は金色と銀色が指定されている   | 意味は楓と梅の花を表したもの 市章とデザインが異なる                      |
| 伊万里市 |      | なし     | なし          | 地色は黄色であり、は紋章は黒色が指定されている |                                                                          |
| 武雄市   |      | あり     | 2006年3月1日  | 地色は紫紺で紋章は白色が指定されている         | 旧・武雄市制時は制定されていなかったが、慣例的に使用されていた           |
| 鹿島市   |      | なし     | なし          | 地色は白色であり、は紋章は赤色が指定されている |                                                                          |
| 小城市   |      | あり     | 2006年3月5日  | 地色は白色であり、紋章は指定色が指定されている |                                                                          |
| 嬉野市   |      | なし     | なし          | 地色は白色であり、紋章は指定色が指定されている |                                                                          |
| 神埼市   |      | なし     | なし          | 地色は白色であり、紋章は指定色が指定されている |                                                                          |

## 町村部
| 郡       | 町村       | 町村旗 | 制定有無 | 制定日 | 旗の色                                         | 備考              |
| -------- | ---------- | ------ | -------- | ------ | ---------------------------------------------- | ----------------- |
| 神埼郡   | 吉野ヶ里町 |        | なし     | なし   | 地色は白色であり、紋章は指定色が指定されている |                   |
| 三養基郡 | 基山町     |        | なし     | なし   | 地色は白色であり、紋章は赤色が指定されている   |                   |
| 三養基郡 | 上峰町     |        | なし     | なし   | 地色は緑色であり、紋章は赤色が指定されている   |                   |
| 三養基郡 | みやき町   |        | なし     | なし   | 地色は白色であり、紋章は指定色が指定されている |                   |
| 東松浦郡 | 玄海町     |        | なし     | なし   | 地色は藍色であり、紋章は白色が指定されている   |                   |
| 西松浦郡 | 有田町     |        | なし     | なし   | 地色は白色であり、紋章は指定色が指定されている |                   |
| 杵島郡   | 大町町     |        | なし     | なし   | 地色は緑色であり、紋章は白色が指定されている   |                   |
| 杵島郡   | 江北町     |        | なし     | なし   | 地色は緑色であり、紋章は白色が指定されている   |                   |
| 杵島郡   | 白石町     |        | なし     | なし   | 地色は白色であり、紋章は指定色が指定されている | 2代目の町旗である |
| 藤津郡   | 太良町     |        | なし     | なし   | 地色は白色であり、紋章は緑色が指定されている   |                   |

## 廃止された市町村旗
| 市郡     | 町村     | 市町村旗 | 制定有無 | 制定日        | 廃止日        | 旗の色 | 備考              |
| -------- | -------- | -------- | -------- | ------------- | ------------- | --- | ----------------- |
| 東松浦郡 | 浜玉町   |          | なし     | なし          | 2005年1月1日  | - |                   |
| 東松浦郡 | 厳木町   |          | なし     | なし          | 2005年1月1日  | - |                   |
| 東松浦郡 | 相知町   |          | なし     | なし          | 2005年1月1日  | - |                   |
| 東松浦郡 | 北波多村 |          | なし     | なし          | 2005年1月1日  | - |                   |
| 東松浦郡 | 肥前町   |          | なし     | なし          | 2005年1月1日  | - |                   |
| 東松浦郡 | 鎮西町   |          | なし     | なし          | 2005年1月1日  | - |                   |
| 東松浦郡 | 呼子町   |          | なし     | なし          | 2005年1月1日  | - |                   |
| 杵島郡   | 白石町   |          | なし     | なし          | 2005年1月1日  | - | 初代の町旗である  |
| 杵島郡   | 福富町   |          | なし     | なし          | 2005年1月1日  | - |                   |
| 杵島郡   | 有明町   |          | なし     | なし          | 2005年1月1日  | - |                   |
| 小城郡   | 芦刈町   |          | 規定なし | 規定なし      | 2005年3月1日  | 規定なし |                   |
| 小城郡   | 牛津町   |          | あり     | 規定なし      | 2005年3月1日  | 地色は紫色であり、紋章は白色が指定されている                                                                         |                   |
| 小城郡   | 小城町   |          | あり     | 規定なし      | 2005年3月1日  | 地色は白色であり、紋章は赤色が指定されている                                                                         |                   |
| 小城郡   | 三日月町 |          | あり     | 規定なし      | 2005年3月1日  | 地色は緑色であり、紋章は白色が指定されている                                                                         |                   |
| 三養基郡 | 中原町   |          | 規定なし | 規定なし      | 2005年3月1日  | 地色は紫色であり、紋章は白色が指定されている                                                                         |                   |
| 三養基郡 | 北茂安町 |          | あり     | 1993年10月1日 | 2005年3月1日  | 地色は緑色であり、紋章は白色が指定されている                                                                         |                   |
| 三養基郡 | 三根町   |          | 規定なし | 規定なし      | 2005年3月1日  | 地色は緑色であり、紋章は青色が指定されている                                                                         |                   |
| 佐賀市   |          |          | あり     | 1975年4月     | 2005年10月1日 | 地色は紫色であり、紋章は白色が指定されている                                                                         | 3代目の市旗である |
| 佐賀郡   | 富士町   |          | なし     | なし          | 2005年10月1日 | 地色は緑色であり、紋章は白色が指定されている                                                                         |                   |
| 佐賀郡   | 大和町   |          | なし     | なし          | 2005年10月1日 | 地色は水色であり、紋章は白色が指定されている                                                                         |                   |
| 佐賀郡   | 諸富町   |          | なし     | なし          | 2005年10月1日 | 地色は白色であり、紋章は赤色が指定されている                                                                         |                   |
| 神埼郡   | 三瀬村   |          | あり     | 1976年7月1日  | 2005年10月1日 | 地色は緑色であり、紋章は白色が指定されている                                                                         |                   |
| 東松浦郡 | 七山村   |          | なし     | なし          | 2006年1月1日  | 地色は緑色であり、紋章は橙色・縁部分は白色が指定されている                                                           |                   |
| 藤津郡   | 嬉野町   |          | なし     | なし          | 2006年1月1日  | 地色は白色であり、紋章は緑色が指定されている                                                                         |                   |
| 藤津郡   | 塩田町   |          | なし     | なし          | 2006年1月1日  | 地色は緑色であり、紋章は黄色が指定されている                                                                         |                   |
| 杵島郡   | 山内町   |          | なし     | なし          | 2006年3月1日  | - |                   |
| 杵島郡   | 北方町   |          | なし     | なし          | 2006年3月1日  | - |                   |
| 神埼郡   | 三田川町 |          | なし     | なし          | 2006年3月1日  | - |                   |
| 神埼郡   | 東脊振村 |          | なし     | なし          | 2006年3月1日  | - |                   |
| 西松浦郡 | 有田町   |          | なし     | なし          | 2006年3月1日  | - |                   |
| 西松浦郡 | 西有田町 |          | なし     | なし          | 2006年3月1日  | - |                   |
| 神埼郡   | 神埼町   |          | なし     | なし          | 2006年3月20日 | 地色は緑色であり、紋章は赤色・縁部分は白色が指定されている                                                           |                   |
| 神埼郡   | 千代田町 |          | なし     | なし          | 2006年3月20日 | 地色は臙脂色であり、紋章は橙色が指定されている                                                                       |                   |
| 神埼郡   | 脊振村   |          | なし     | なし          | 2006年3月20日 | 地色は臙脂色であり、紋章は日本茶の葉の部分は枝は茶色・葉っぱの部分は緑色・茶の実の部分は黄土色と茶色が指定されている |                   |
| 佐賀郡   | 川副町   |          | なし     | なし          | 2007年10月1日 | 地色は水色であり、紋章は赤色が指定されている                                                                         |                   |
| 佐賀郡   | 東与賀町 |          | あり     | 1975年9月11日 | 2007年10月1日 | 地色は薄空色であり、紋章は緑色が指定されている                                                                       |                   |
| 佐賀郡   | 久保田町 |          | なし     | なし          | 2007年10月1日 | 地色は緑色であり、紋章は白色が指定されている                                                                         |                   |

### 書籍
- 中川幸也『シリーズ人間とシンボル第2号「都市の旗と紋章」』中川ケミカル、1987年10月11日。
- NHK情報ネットワーク『NHKふるさとデータブック9 [九州 1]』日本放送協会、1992年5月1日。

### 自治体書籍
- 東与賀町役場『東与賀町例規集』佐賀県佐賀郡東与賀町。